# Thaleria
Thaleria és un gènere d'aranyes araneomorfes de la subfamília dels erigonins, dins de la família Linyphiidae. Es poden trobar a Rússia i Alaska.
Fou descrit per primera vegada per A. V. Tanasevitch l'any 1984.

## Llista d'espècies
Segons The World Spider Catalog 12.0:
- Thaleria alnetorum Eskov & Marusik, 1992
- Thaleria evenkiensis Eskov & Marusik, 1992
- Thaleria leechi Eskov & Marusik, 1992
- Thaleria orientalis Tanasevitch, 1984 (Espècie tipus)
- Thaleria sajanensis Eskov & Marusik, 1992
- Thaleria sukatchevae Eskov & Marusik, 1992